# قرار مجلس الأمن التابع للأمم المتحدة رقم 754
قرار مجلس الأمن التابع للأمم المتحدة رقم 754، الذي تم اعتماده بدون تصويت في 18 أيار / مايو 1992، بعد دراسة طلب جمهورية سلوفينيا للانضمام إلى عضوية الأمم المتحدة، أوصى المجلس الجمعية العامة بقبول سلوفينيا. جاءت التوصية وسط تفكك يوغوسلافيا.